# Austrosimulium bicorne
Austrosimulium bicorne är en tvåvingeart som beskrevs av Lionel Jack Dumbleton 1973. Austrosimulium bicorne ingår i släktet Austrosimulium och familjen knott. Inga underarter finns listade i Catalogue of Life.